# گرانیت بیسین سامر هومز (آریزونا)
گرانیت بیسین سامر هومز (به انگلیسی: Granite Basin Summer Homes) یک منطقهٔ مسکونی در ایالات متحده آمریکا است که در آریزونا واقع شده‌است. گرانیت بیسین سامر هومز ۱٬۷۲۸ متر بالاتر از سطح دریا واقع شده‌است.